# Прапор Клесова
Прапор Клесова — офіційний символ смт Клесів Сарненського району Рівненської області. Затверджений рішенням сесії Клесівської селищної ради від 8 серпня 1997 року.

## Опис
Квадратне полотнище, на зеленому тлі жовта сова із розпростертими крильми і білим молотком у лапах, вгорі - відділена трьома ламаними зубцями біла смуга (шириною від 1/6 до 1/3 ширини прапора). 

## Зміст
Сова відображає місцеві перекази, що в давнину у цій місцевості було багато сов (назва поселення нібито походить від його розташування «коло сов»). Зрештою, одне з підпорядкованих Клесівській селищній раді сіл має назву Пугач. Молоток символізує каменедобувну промисловість, а зелений колір вказує на розташування селища у багатій лісом місцевості.

## Автори
Автори — А. Б. Гречило та Ю. П. Терлецький.